# ブラック・ジョーク (漫画)
『ブラック・ジョーク』は、田口雅之による日本の漫画作品。『ヤングチャンピオン』（秋田書店）にて2008年No.5から2011年No.7まで隔号連載された後、同社の『ヤングチャンピオン烈』に移籍して2011年No.6から2022年No.12まで連載された。当初はシナリオを小池倫太郎が担当し「小池倫太郎＋田口雅之」と表記されていたが、3巻以降は小池が協力というかたちになり、「田口雅之＋小池倫太郎」と表記されている。

## ストーリー
アメリカ51番目の州「ニホン州」の東京市では、あらゆる性風俗が禁止されていたが、「きぼう島」、通称「ネオン島」と呼ばれる東京湾の埋立地に特殊産業開放地区としてカジノ、売春が合法な特区が設けられた。ネオン島はラスベガス以上に評価され、国際的なマフィアの競合地、アンダーグラウンド勢力の国際見本市となった。
ネオン島で唯一日本人が経営する「TD温泉ホテル」に勤める吉良、小玉を中心として、交渉、もめごと、裏社会の何でもありで滅茶苦茶な事件を知恵と暴力とで血生臭くもユーモラスにスマートに解決していく。

## 登場人物
吉良 潔（きら きよし）
TD温泉ホテルのマネージャー。元海兵だが頭脳派であり、交渉術が得意で、高い推理力を持つ。無類の女好きで、毎回違う女と共にいる。表面上、女に甘い顔をすることもあるが、「お仕事キッチリ」タイプであり、必要とあらばバッサリ切り捨てる。
小玉 童示（こだま どうじ）
TD温泉ホテルのセキュリティ要員。腕のリーチが非常に長く、拳は頭より大きいなど独特の体型をしており、また規格外の戦闘能力やセンスを持つ。豪快な性格だが手先は器用で、機械の操作や絵画も得意。人体などを破壊するための知識として解剖学などにも精通し、治療も行える。アメリカで5指に入るほどの大財閥の末子であるが、「純粋に暴力を振るいたい」という理由でTD温泉ホテルに勤めている。吉良とは高校在学時に氷菓の「メリメリくん」を与えられたことから行動を共にするようになり、海兵隊でも吉良と同じ小隊にいた。口癖は「俺のほうが強い」で、強さを誇示する相手には対抗心を燃やす。食べることが好きで、おいしいものを食べている時は子供のような笑顔を見せる。
黒木 あかり（くろき あかり）
ゴスロリファッションに身をつつみ、さまざまな武器を携帯する都々目のボディガード。瞬発力と柔軟性、バランス感覚に優れ、アクロバティックな体術で確実に標的を倒す。忍者の一族に生まれ、暗殺者向けの訓練を受けてきた。そのため「自分だったらどう暗殺するか」という観点から都々目を護衛する。基本的に無愛想だが、小玉にだけは気のある様子を見せる。
都々目 健介（とどめ けんすけ）
TD温泉ホテルの社長。非常に狡猾で、心の底を見せない、老獪な中年男。元は美形だったが、目立つことを嫌って整形手術をした。
ランオーバー
本名不明。イタリアのナポリを拠点とする犯罪組織（カモッラ）「シオーネ・ファミリー」の幹部。過去に自分を裏切った部下に襲撃され、下半身不随となっている。その裏切った部下を車椅子で轢き殺したことから「ランオーバー」の異名を得た。「誇り」と独自の「美学」を非常に重んじる性格である。
使用している自走も可能（水上走行も可）な改造車椅子には、ミサイル、銃器、刃物などさまざまな武器が内蔵され、非常時にはさらに小型の車椅子を分離させる仕掛けもついている。
ジョニー
通称「アドミラル（提督）」。元は吉良や小玉と同じ海兵隊出身（ただし、ジョニーは訓練課程で脱落）。海兵隊の行軍訓練中に吉良から下剤入り飲料水をそれと知らずに飲まされ、皆の前で脱糞したことを恨んでいる。なお、その様子を吉良が赤痢と騒いだため、吉良らが所属する訓練小隊は訓練を中止することになった。
本人の実力は大したことはないが、様々な「凄腕」の殺し屋と手を組んで仕事をする。しかし肝心なところで抜けていて失敗が多く、吉良を始め周囲からは「残念な奴」呼ばわりされている。自身も重傷を負っているのに、傷ついた仲間を担いで撤収するなど意外と仲間想いである。また非常にしぶとく、何度吉良たちに叩きのめされ病院送りにされても立ち上がる不屈の男。
コミックス8巻収録の人気投票の結果では、吉良を抑え4位の票を獲得している。（上位3人は小玉、黒木、ランオーバー）
因みにジョニーの主役のストーリーは短編「アクター」のセルフカヴァーとなっている。

## 書誌情報
- 田口雅之＋小池倫太郎 『ブラック・ジョーク』 秋田書店〈ヤングチャンピオンコミックス〉、全11巻
  1. 2008年9月19日発売 ISBN 978-4-253-14793-4
  2. 2009年4月20日発売 ISBN 978-4-253-14794-1
  3. 2009年12月18日発売 ISBN 978-4-253-14795-8
  4. 2010年6月18日発売 ISBN 978-4-253-14796-5
  5. 2011年3月19日発売 ISBN 978-4-253-14799-6
  6. 2011年11月18日発売 ISBN 978-4-253-14800-9
  7. 2012年6月20日発売 ISBN 978-4-253-14935-8
  8. 2013年4月19日発売 ISBN 978-4-253-14936-5
  9. 2014年8月20日発売 ISBN 978-4-253-14937-2
  10. 2020年7月20日発売 ISBN 978-4-253-14940-2
  11. 2023年1月20日発売 ISBN 978-4-253-30011-7
- 長鴻出版社から正体字中国語翻訳版『黑色幽默』が発売されている。